# Saint-Vaast-de-Longmont
 Saint-Vaast-de-Longmont  es una población y comuna francesa, en la región de Picardía, departamento de Oise, en el distrito de Senlis y cantón de Pont-Sainte-Maxence.

## Demografía
| 211 | 204 | 300 | 454 | 515 | 539 |
| Para los censos de 1962 a 1999 la población legal corresponde a la población sin duplicidades (Fuente: INSEE [Consultar]) |     |     |     |     |     |